# E3 Prijs Harelbeke 1984
L'E3 Prijs Harelbeke 1984, ventisettesima edizione della corsa, si svolse il 24 marzo su un percorso di 225 km, con partenza ed arrivo a Harelbeke. Fu vinta dall'olandese Bert Oosterbosch della squadra Panasonic davanti al belga Eddy Planckaert e all'altro olandese Leo van Vliet.

## Ordine d'arrivo (Top 10)
| Pos. | Corridore         | Squadra                | Tempo    |
| ---- | ----------------- | ---------------------- | -------- |
| 1    | Bert Oosterbosch  | Panasonic              | 5h13'00" |
| 2    | Eddy Planckaert   | Panasonic              | a 2'04"  |
| 3    | Leo van Vliet     | Kwantum Hallen-Decosol | a 2'06"  |
| 4    | Eric Vanderaerden | Panasonic              | a 2'54"  |
| 5    | Yvan Lamote       | Splendor-Marc          | s.t.     |
| 6    | William Tackaert  | Fangio-Ecoturbo        | s.t.     |
| 7    | Ludo Peeters      | Kwantum Hallen-Decosol | s.t.     |
| 8    | Luc Colijn        | Safir-Van De Ven       | s.t.     |
| 9    | Walter Planckaert | Panasonic              | s.t.     |
| 10   | Patrick Versluys  | Splendor-Marc          | s.t.     |